# Lay (fleuve)
Pour les articles homonymes, voir Lay.
Le Lay, ou Grand Lay dans sa partie amont, est le principal fleuve côtier de la Vendée et se jette dans l'Atlantique.

## Histoire
Il est documenté sous le nom de Ledius en  943.
En 1790, le Grand et le Petit Lay avaient été retenus pour donner le nom de « Deux-Lays » au département qui se constituait alors dans le Bas-Poitou. Mais, afin de ne pas froisser la susceptibilité des députés élus dans la région, avec le jeu de mots les deux laids, on leur préféra le nom d’une rivière beaucoup moins considérable, la Vendée,.

## Géographie
Le Lay traverse successivement le massif cristallin du bocage et les formations sédimentaires de la plaine et du Marais poitevin, pour se jeter dans l'océan Atlantique entre les deux flèches sableuses de L'Aiguillon-sur-Mer et de la pointe d'Arçay (commune de La Faute-sur-Mer).
Sa partie amont se décompose en deux branches :
- le Grand Lay, branche-mère du Lay, prend sa source à Saint-Pierre-du-Chemin (altitude : 190 m) et se développe sur une longueur d'environ 60 km ;
- le Petit Lay prend sa source à Saint-Michel-Mont-Mercure (altitude : 200 m).

La confluence du Grand et du Petit Lay intervient au lieu-dit de l'« Assemblée des Deux-Lays », dans la commune de Chantonnay (altitude : 20 m).
L'ensemble Grand Lay-Lay parcourt 118,81 km jusqu'à son débouché dans l'océan Atlantique et plus exactement dans la baie de l'Aiguillon.

### Communes et cantons traversés
Dans le seul département de la Vendée, le Lay traverse les trente-quatre communes suivantes, de l'amont vers l'aval, de Saint-Pierre-du-Chemin (source), Angles, Bazoges-en-Pareds, Bessay, Le Boupère, Bournezeau, La Bretonnière-la-Claye, Le Champ-Saint-Père, Chantonnay, Chavagnes-les-Redoux, La Couture, Grues,Curzon, Lairoux, Mareuil-sur-Lay-Dissais, La Meilleraie-Tillay, Menomblet, Monsireigne, Montournais, Moutiers-sur-le-Lay, Péault, Pouzauges, Réaumur, La Réorthe, Rosnay, Saint-Benoist-sur-Mer, Saint-Cyr-en-Talmondais, Saint-Denis-du-Payré, Sainte-Hermine, Sainte-Pexine, Saint-Prouant, Saint-Vincent-sur-Graon, Sigournais,l'Aiguillon sur Mer, La Faute-sur-Mer (embouchure).

### Bassin versant
Le Lay traverse treize zones hydrographiques.

### Statut
De ses sources à la chaussée de Mareuil-sur-Lay, le Lay est un cours d'eau non domanial. Son lit et ses berges sont la propriété des riverains. À l'aval, la chaussée de  Mareuil-sur-Lay et jusqu'à la limite de la salure des eaux, le fleuve appartient au domaine public fluvial de l'État. Il a été rayé de la nomenclature des voies navigables.
Un plan de prévention du risque inondation des rivières Lay, Grand Lay et Petit Lay, de leurs sources au village de Lavaud (commune de Péault), a été approuvé en février 2005.
Un schéma d'aménagement et de gestion des eaux (SAGE) est en cours d'élaboration pour tout le bassin versant du Lay.

## Principaux affluents
- la Maine (rg[note 1]),
- le Loing (rg),
- le Petit Lay (rd),
- la Smagne (rg),
- le Marillet (rd),
- l'Yon (rd),
- le Graon (rd).

## Hydrologie
Son régime hydrologique est dit pluvial océanique.

## Aménagements et écologie
Le Lay a fait l'objet de nombreux aménagements depuis la période de la reconstruction consécutive à la Seconde Guerre mondiale.
Plusieurs barrages remplissent des fonctions d'alimentation en eau potable et d'irrigation des cultures :
- le barrage de Rochereau (127 ha, 5,1 Mm3) ;
- le barrage de l'Angle-Guignard (55 ha, 1,8 Mm3) ;
- le barrage de la Sillonnière (5,45 Mm3).

En aval, dans sa traversée du Marais poitevin, le Lay a été canalisé et équipé de vannages (Moricq, le Braud) déterminant des biefs qui depuis ne sont plus soumis à l'influence des marées.

### Marais
À partir du bourg de Mareuil, les méandres du Lay forment des espaces marécageux associés au Marais poitevin.
Aussi, des prés humides communaux se localisent aux abords du fleuve (Curzon, Lairoux et Saint-Benoist).